# Gammleng-prisen
Gammleng-prisen is een Noorse cultuurprijs die in 1982 werd ingesteld door het Fond for utøvende kunstnere (fonds voor actieve kunstenaars), 25 jaar na de oprichting. De prijs wordt uitgereikt aan kunstenaars die met verdienste mee hebben gewerkt aan toneel- of plaatopnames. De prijs is vernoemd naar Rolf Gammleng, die het Norsk Musikerforbund (Bond van Noorse musici) leidde toen het fonds werd opgericht en tevens een van de initiatiefnemers bij het oprichten ervan. Ieder jaar wordt de prijs aan tien kunstenaars in verschillende categorieën uitgereikt. Tot 2007 was het totale te verdelen bedrag 310.000 Noorse kronen, waarna het te verdelen bedrag in verband met het 50-jarig jubileum van het fonds met 100.000 Noorse kronen werd verhoogd.  

## Prijswinnaars

### 1982
- Jens Book-Jenssen (veteraan)
- Jan Garbarek (jazz)
- Eva Knardal (klassiek)
- Pete Knutsen (studio)
- Fred Nøddelund (studio)
- Terje Venaas (studio)
- Lillebjørn Nilsen (lied)
- Kirsti Sparboe (popmuziek)

### 1983
- Nora Brockstedt (veteraan)
- Åge Aleksandersen (popmuziek)
- Karin Krog (jazz)
- Øystein Sunde (lied)
- Arve Tellefsen (klassiek)
- Frode Thingnæs (studio)
- Henryk Lysiak (studio)
- Sveinung Hovensjø (studio)

### 1984
- Inger Jacobsen (veteraan)
- Arild Andersen (jazz)
- Alf Cranner (lied)
- Brynjar Hoff (klassiek)
- Jahn Teigen (popmuziek)
- Kari Gjærum (studio)
- Freddy Lindquist (studio)
- Jon Christensen (studio)

### 1985
- Åse Wentzel (veteraan)
- Trond Granlund (popmuziek)
- Birgitte Grimstad (lied)
- Egil Kapstad (jazz)
- Robert Levin (klassiek)
- Marius Müller (studio)
- Nils Petter Nyrén (studio)
- Svein Dag Hauge (studio)

### 1986
- Kurt Foss (veteraan)
- Laila Dalseth (jazz)
- Jonas Fjeld (popmuziek)
- Finn Kalvik (lied)
- Robert Riefling (klassiek)
- Henning Sommerro (studio)
- Trygve Thue (studio)
- Rolf Graf (studio)

### 1987
- Ottar E. Akre (veteraan)
- Kjell Bækkelund (klassiek)
- Lars Klevstrand (lied)
- The Monroes (popmuziek)
- Bjarne Nerem (jazz)
- Arne Monn-Iversen (studio)
- Bjørn Nessjø (studio)
- Per Nyhaug (studio)

### 1988
- Erik Bye (veteraan)
- Dollie de Luxe (popmuziek)
- Bjarne Larsen (klassiek)
- Magni Wentzel (jazz)
- Geirr Lystrup (lied)
- Kai Angel Næsteby (studio)
- John Svendsen (studio)
- Kjetil Bjerkestrand (studio)

### 1989
- Rowland Greenberg (veteraan)
- Bjørn Alterhaug (jazz)
- Jan Eggum (lied)
- Liv Glaser (klassiek)
- Vazelina Bilopphøggers (popmuziek)
- Elisabeth Sønstevold (studio)
- Kari Iveland (studio)
- Svein Christiansen (studio)

### 1990
- Egil Monn-Iversen (veteraan)
- Kari Bremnes (lied)
- Jørn Hoel (popmuziek)
- Terje Rypdal (jazz)
- Frøydis Ree Wekre (klassiek)
- Ragnar Robertsen (studio)
- Kari Stokke (studio)
- Eivind Aarset (studio)

### 1991
- Willy Andresen (veteraan)
- Kirsten Bråten Berg (lied)
- Kristian Bergheim (jazz)
- Sidsel Endresen (open)
- Anita Skorgan (popmuziek)
- Knut Skram (klassiek)
- Olav Dale (studio)
- Terje Methi (studio)
- Bent Wiedswang (studio)

### 1992
- Arne Bendiksen (veteraan)
- Dance with a Stranger (popmuziek)
- Tove Karoline Knudsen (lied)
- Anne Grete Preus (open)
- Knut Riisnæs (jazz)
- Per Vollestad (klassiek)
- Bjørn Jacobsen (studio)
- Knut Reiersrud (studio)
- Harald Skogrand (studio)

### 1993
- Carsten Andersen (veteraan)
- Leif Ove Andsnes (klassiek)
- Mari Boine (open)
- Bendik Hofseth (jazz)
- Hanne Krogh (popmuziek)
- Halvdan Sivertsen (lied)
- Edvard Askeland (studio)
- Karl Johan Helgesen (studio)
- Ida Lind (studio)

### 1994
- Vidar Sandbeck (veteraan)
- Maj Britt Andersen (open)
- Totti Bergh (jazz)
- Kari Svendsen (lied)
- Ole Kristian Ruud (klassiek)
- DeLillos (popmuziek)
- Noralf Glæin (studio)
- Kristin Skaare (studio)
- Geir Sundstøl (studio)

### 1995
- Kjell Karlsen (veteraan)
- Ole Edvard Antonsen (klassiek)
- Ole Paus (lied)
- Kåre Virud (popmuziek)
- Egil «Bop» Johansen (jazz)
- Lynni Treekrem (open)
- Per Hillestad (studio)
- Elisabeth Moberg (studio)
- Oddvar Mordal (studio)

### 1996
- Torstein Grythe (veteraan)
- Einar Steen-Nøkleberg (klassiek)
- Bjørn Eidsvåg (lied)
- Di Derre (popmuziek)
- Ole Jacob Hansen (jazz)
- Sigmund Groven (open)
- Geir Holmsen (studio)
- Mariann Lisland (studio)
- Lasse Hafreager (studio)

### 1997
- Einar Iversen (veteraan)
- Bjørn Johansen (jazz)
- Dum Dum Boys (popmuziek)
- Odd Børretzen (lied)
- Geir Henning Braaten (klassiek)
- Agnes Buen Garnås (open)
- Rita Eriksen (studio)
- Paolo Vinaccia (studio)
- Jørun Bøgeberg (studio)

### 1998
- Harry Kvebæk (veteraan)
- Nils Petter Molvær (jazz)
- Espen Lind (popmuziek)
- Vamp (lied)
- Truls Mørk (klassiek)
- Karl Seglem (open)
- Iver Kleive (studio)
- Sonja Wold (studio)
- Rune Arnesen (studio)

### 1999
- Egil Storbekken (veteraan)
- Bugge Wesseltoft (jazz)
- Motorpsycho (popmuziek/rock)
- Kine Hellebust (lied)
- Anne-Lise Berntsen (klassiek)
- Steinar Ofsdal (open)
- Håkon Iversen (studio)
- Børge Petersen-Øverleir (studio)
- Odd Arvid Eilertsen (studio)

### 2000
- Åse Nordmo Løvberg (veteraan)
- Kristin Asbjørnsen (jazz)
- Ronni Le Tekrø (popmuziek/rock)
- Vertavokvartetten (klassiek)
- Jørn Simen Øverli (lied)
- Susanne Lundeng (open)
- Ole Amund Gjersvik (studio)
- Bitten Forsudd (studio)
- Tom Steinar Lund (studio)

### 2001
- Ivar Medaas (veteraan)
- Knut Værnes (jazz)
- Solveig Kringlebotn (klassiek)
- Ketil Bjørnstad (open)
- Midnight Choir (popmuziek)
- Louis Jacobi (lied)
- Roy Hellvin (studio)
- Jorun Erdal (studio)
- Karim Sayed (studio)

### 2002
- Finn Eriksen (veteraan)
- Morten Abel (popmuziek)
- Håvard Gimse (klassiek)
- Vigleik Storaas (jazz)
- Terje Nilsen (lied)
- Hallvard T. Bjørgum (open)
- Stein Inge Brækhus (studio)
- Gunnar Andreas Berg (studio)
- Kristin Pedersen (studio)

### 2003
- Wenche Myhre (veteraan)
- D.D.E (popmuziek)
- Randi Stene (klassiek)
- Hege Tunaal (lied)
- Jacob Young (jazz)
- Berit Opheim (folkemusikk)
- Hans Petter Gundersen (studio)
- Tor Inge Rishaug (studio)
- Anne Krigsvoll (actrice)
- Cecilie Lindeman Steen (danser)

### 2004
- Ole Ivars (veteraan)
- Dimmu Borgir (black metal)
- Live Maria Roggen (jazz)
- Jon Wien Sønstebø (studio)
- Terje Tønnessen (klassiek)
- Jan Bang (studio)
- Tommy Tee (rap)
- Annbjørg Lien (folkemusikk)
- Line Tørmoen (dans)
- Laila Goody (actrice)

### 2005
- Inger Lise Rypdal (veteraan)
- Stian Carstensen (studio)
- Tom Erik Antonsen (studio)
- John Pål Inderberg (open)
- Grieg Trio (klassiek)
- WE (rock)
- Lars Martin Myhre (lied)
- Silje Nergaard (jazz)
- Terje Tjøme Mossige (dans)
- Bjørn Sundquist (acteur)

### 2006
- Knutsen og Ludvigsen (veteraan)
- Trygve Seim (jazz)
- Atle Sponberg (klassiek/kunstmuziek)
- Turboneger (rock)
- Ivar «Ravi» Johansen (rap)
- Tone Hulbækmo (lied/volksmuziek)
- Sidsel Walstad (studio)
- Horns for Hire (Morten Halle, Torbjørn Sunde, Jens Petter Antonsen) (studio)
- Anne Marit Jacobsen (toneelactiviteiten, theater)
- Therese Skauge (toneelactiviteiten, dans)

### 2007
- Odd Børretzen (veteraan)
- Oslo Strykekvartett (klassiek)
- Henning Kvitnes (popmuziek)
- Unni Løvlid (volksmuziek)
- The Brazz Brothers (jazz)
- Lene Marlin (open)
- Knut Hem en Jon Willy Rydningen (studiomusici)
- Marianne Nielsen (actrice)
- Charlotte Våset (dans)

### 2008
- Åge Aleksandersen (veteraan)
- a-ha (popmuziek)
- Knut Buen (volksmuziek)
- Elise Båtnes (klassiek)
- Jon Balke (jazz)
- Anneli Drecker (open)
- Steinar Krokstad (studiomusicus)
- Morten Skaget (Morty Black) (studiomusicus)
- Hildegunn Eggen (actrice)
- Halldis Olafsdottir (dans)